# Marne
|  | Per a altres significats, vegeu «Marne (desambiguació)». |

El Marne és un departament de França al nord-est del país, que forma part de la regió del Gran Est. Pren el seu nom del riu Marne. El departament del Marne fou un dels 83 departaments originals creats durant la Revolució Francesa, el 4 de març de 1790 (en aplicació de la llei del 22 de desembre de 1789). El departament va ser creat a partir de l'antiga província de Xampanya.

## Geografia
El Marne limita amb quatre departaments de la regió del Gran Est (Ardenes, Alt Marne, Aube i Mosa), així com amb els departaments d'Aisne (Alts de França) i Sena i Marne (Illa de França). La prefectura o capital departamental és la ciutat de Châlons-en-Champagne (abans coneguda com a Châlons-sur-Marne). A més a més, hi ha 4 sotsprefectures: Épernay, Reims, Saint-Menehould i Vitry-le-François.
En aquest departament s'hi cultiven les vinyes amb el raïm de les quals es produeix el xampany. La ciutat de Reims, amb la seva catedral de Reims, on d'acord amb la tradició eren coronats els reis de França, és la principal atracció turística del departament.

## Política
L'any 2004, fou reelegit com a president del Consell General René-Paul Savary, de la Unió per un Moviment Popular.
Les principals atribucions del Consell General són votar el pressupost del departament i escollir d'entre els seus membres una comissió permanent, formada per un president i diversos vicepresidents, que serà l'executiu del departament. Actualment, la composició política d'aquesta assemblea és la següent:
- Unió per un Moviment Popular (UMP): 19 consellers generals
- Partit Socialista (PS): 13 consellers generals
- Unió per a la Democràcia Francesa (UDF): 7 consellers generals
- No adscrits de dreta: 3 consellers generals
- Partit Comunista Francès (PCF): 1 conseller general
- No adscrits d'esquerra: 1 conseller general